# 巴桑顿珠
巴桑顿珠（藏語：དཔལ་བཟང་དོན་གྲུབ་，威利转写：dpal bzang don grub，1949年2月—），男，藏族，西藏江孜人，中华人民共和国政治人物，曾任西藏自治区党委常委、自治区政协副主席、党组书记，第十一届全国政协委员。

## 生平
1973年加入中国共产党。2008年，当选第十一届全国政协委员，代表少数民族界，分入第五十组。